# Jefferson Thomas
Pour les articles homonymes, voir Thomas (patronyme).
 (décembre 2018).
Si vous disposez d'ouvrages ou d'articles de référence ou si vous connaissez des sites web de qualité traitant du thème abordé ici, merci de compléter l'article en donnant les références utiles à sa vérifiabilité et en les liant à la section « Notes et références ».
Jefferson Allison Thomas, né le 19 septembre 1942 et mort le 5 septembre 2010, est l'un des Neuf de Little Rock, un groupe afro-américain d'étudiants qui, en 1957, ont été les premiers étudiants noirs à assister à des cours à Little Rock Central High School de Little Rock en Arkansas. 
En 1999, Thomas et les autres élèves du groupe des Neuf de Little Rock ont reçu la Médaille d'or du Congrès par le président Bill Clinton.

## Biographie
Jefferson Thomas, le dernier d'une famille de sept enfants, est né à Little Rock de M. et Mme Elis Thomas. Ses parents l'ont nommé d'après le président des États-Unis, Thomas Jefferson. Thomas a tout d'abord fréquenté le lycée Horace Mann, réservé uniquement aux Noirs, où il a pratiqué l'athlétisme. En 1957, il s'est porté volontaire pour faire partie du premier groupe d'étudiants noirs à intégrer le lycée Central de Little Rock, jusqu'ici réservé uniquement aux Blancs, afin d'y réaliser sa deuxième année. 
Le 4 septembre 1957, les Neuf de Little Rock ont fait une première tentative infructueuse pour entrer dans le lycée Central. La Garde nationale de l'Arkansas, sous les ordres du gouverneur, et une foule en colère d'environ 400 personnes entouraient l'école et les ont empêchés d'entrer. Le 23 septembre 1957, une foule d'environ 1 000 personnes, a à nouveau bloqué l'accès de l'école lorsque les neuf étudiants ont tenté d'y entrer. Le lendemain, le Président Dwight D. Eisenhower a pris le contrôle de la garde nationale de l'Arkansas et a envoyé des soldats pour accompagner et protéger les élèves à l'école. Des soldats ont été déployés à l'école pour l'ensemble de l'année scolaire.

### Carrière
Malgré le harcèlement qu'il a subi, Thomas est diplômé  du lycée Central, en mai 1960, et est entré à l'Université de Wayne State à Detroit. À la mi-1961, il s'installe à Los Angeles. Il a travaillé en tant que trésorier de la National Association for the Advancement of Colored People, de la Progressive Baptiste de la Convention de Jeunesse[incompréhensible]. Il a également fréquenté le Los Angeles State College. Il a obtenu un baccalauréat en Administration des Affaires. Thomas a également servi dans l'Armée américaine de la 9e division d'infanterie en tant que fantassin pendant la guerre du Viêt Nam.
Thomas a vécu à Columbus (Ohio) avec sa femme, Marie, et une petite fille, Ambre. 
Après plus de 27 ans en tant que fonctionnaire à la mairie de Colombus, il a pris sa retraite le 30 septembre 2004.
Il meurt d'un cancer du pancréas à Columbus (Ohio), deux semaines avant son 68e anniversaire,. 
Il est le premier des Neuf de Little Rock à mourir. Après des funérailles à Columbus, il est enterré au Forest Lawn Memorial Park à Glendale, en Californie.